# The Lord of the Rings: Gollum
The Lord of the Rings: Gollum — пригодницька відеогра, розроблена Daedalic Entertainment і видана спільно з Nacon. Сюжет гри заснований на романі «Володар перснів» англійського письменника Джона Рональда Руела Толкіна. Головним героєм гри є Ґолум, що колись був гобітом, але розбещений Єдиним Перснем, страждає роздвоєнням особистості. Випуск гри відбувся на Microsoft Windows, PlayStation 4, PlayStation 5, Nintendo Switch, Xbox One і Xbox Series X/S 25 травня 2023 року.

## Ігровий процес
Гра поділена на глави, де мета кожної — знайти вихід із локації. Щоб досягти цього, Ґолум повинен вирішувати головоломки та шукати правильний шлях. Він здатен повзати, лазити та стрибати. Режим «чуття Ґолума» вмикається, коли потрібно розпланувати тактику дій. Тоді екран знебарвлюється, але кольором виділяються корисні предмети та персонажі. За допомогою «чуття Ґолума» також можна відшукати місця для переховування, такі як зарості, і побачити загальний шлях до мети. Цей режим діє лише тоді, коли Ґолум не рухається.
Деякі ситуації вирішуються як суперечки між двома особистостями Ґолума: власне Ґолумом і Смеаґлом. Залежно від зауважених попередньо деталей, в тієї чи іншої особистості будуть аргументи і це впливає на результат суперечки. Зазвичай вчинки Ґолума вкрай егоїстичні та прагматичні, а Смеаґола — обережні та емоційні. Однак це не означає що вибір Ґолума завжди злочиніший, ніж Смеаґола — так, в одному моменті саме вибір Ґолума рятує життя ельфу, тоді як Смеаґол хотів його смерті через прив'язаність до його коханої.

## Сюжет
У 3017 році Третьої Епохи, через 66 років після того, як Більбо Торбин отримав Єдиний Перстень від Ґолума в Імлистих Горах, Араґорн захопив Ґолума в Мертвих болотах і передав ельфам короля Трандуїла. Ґолум переказує Ґандальфу події попередніх років до того, як опинився у в'язниці ельфів.
У 3012 році Ґолум перебуває в горах Кіріт-унґолу, шукаючи Перстень. Мешкаючи в ізольованій гірській печері він робить вилазки, полюючи на орків. На майбутнє Ґолум планує покинути Мордор, але для цього треба якось обійти страшного сторожа проходу — велетенську павучиху Шелоб. Оскільки він уже приносив їй «в подарунок» орків як здобич, у Ґолума є план принести їй щось смачніше і тоді, можливо, Шелоб його пропустить.
Одного дня увагу Ґолума привернула пташка, що залетіла в його печеру. Запідозривши, що вона може бити шпигуном, він кидається в гонитву, яка закінчується його полоном. Ґолума спіймали назґули, піддали тортурам і дізналися про те, що раніше вім мав головний Сауронів Перстень. До Темного Володаря полонений теж потрапляє (але закадрово), після чого Саурон забороняє підручним вбивати Ґолума, якого кидають до в'язниці в Барад-Дурі. Втім, з допомогою старого в'язня — «вразливого чоловіка», Ґолум вчиться як виконувати роботу раба — приманювати агресивних звірів, збирати в шахтах жетони померлих, закладати вибухівку для розширення тунелів тощо.
Однак, «вразливий чоловік» мав свої плани. Використавши Ґолума, він зі своїми людьми влаштував диверсію на мосту. За планом чоловіка, його самого мали викрити і відправити на страту, що сам чоловік вважав для себе славною смертю. Ґолум, теж спійманий за диверсію, своїми свідченнями вирішує кого відправляти на смерть — «вразливого чоловіка» чи орка-в'язня. Це не єдиний момент де Смеагол впливає на долю навколишніх — так, наприклад, можна покращити долю жінки-цілительки, яку на початку тримають в клітці як «відьму».
Подальше перебування Ґолума у в'язниці приводить його до певного росту в «ієрархії» — ним цікавиться таємничий Свічник — начальник тюрми, в минулому ґондорець.
За багато років потому до камери Ґолума потрапляє новачок — пухкий чоловік з пустелі, можливо харадрим-торговець. Оскільки він вміє керувати возами, Ґолум втілює довгий план по втечі з тюрми. Новачка спочатку засуджують до страти, після чого його «рятує» Ґолум, і вже разом вони продовжують втечу. Ненадовго роз'єднавшись, Ґолум з новачком знову зустрічаються в горах Кіріт-унґолу. Втім, сутність Ґолума пересилює і він веде новачка просто до печери Шелоб, аби павучиха з'їла його. Як наслідок, новачка з'їдає Шелоб, а Ґолум покидає Мордор.
Закадрово його ловить Араґорн, і друга половина гри проходить уже у в'язниці короля Трандуїла в Морок-лісі — тій самій, де колись сиділи гноми Торіна Дубощита. В цій тюрмі Ґолума не б'ють і не змушують працювати — а годують рибою та водять на прогулянки. Проте його регулярно допитує чарівник, що майже розгадав чим же насправді володів Ґолум. Король ельфів зі свого боку теж бажає дізнатися таємницю Ґолума.
В подальшому Ґолум заводить спілкування зі сліпою бранкою — ельфійку Мел інші вважають «небезпечною», тому тримають під замком. Мел раніше брала участь у створенні магічного туманного бар'єру довкола королівства. Ритуал проводив ельф Ґвенділ — коханий Мел. Але через те, що один із компонентів — річка — уже був забруднений Сауроном, створення бар'єру закінчилося катастрофою — всі його творці загинули, окрім Мел, що втратила назавжди зір. Ґвенділ, як вважає більшість, теж загинув. Мел знає як вийти за бар'єр, але їй бракує кількох деталей. Пташеня, яку виростив Ґолум, бувши рабом в Барад-Дурі, знаходить його і повідомляє місцезнаходження Ґолума Свічнику. Каральна експедиція орків з ним на чолі вирушає в Морок-ліс.
Ґолум виконує доручення Мел і може випустити її із Морок-лісу, або приспати її та втекти наодинці. Так чи інакше, вони знову зустрічаються, коли Ґолум проходить крізь зачароване дзеркало та виявляє, що орки вдерлися в володіння ельфів. Ґвенділ повертається, щоб захистити домівку. Свічник захоплює джерело туману, тоді Ґолум розбиває сферу, що поширювала туман, і або задушує Свічника, скориставшись тим, що пташеня відволікло лиходія, або розходиться зі Свічником мирно. Ельфи в усякому разі перемагають орків, але готуються до великої війни. Ґолум вагається чи вбити Ґвенділа, поки той спить, і врешті відмовляється від убивства.
В фіналі Ґолум опиняється в Імлистих горах і прямує в Шир. Він бачить, що пташеня чекало на нього, і може або вбити, або попрощатися й відпустити. Ґолум спускається в підземелля Морії, але вихід виявляється зачинений з іншого боку. Отож, Ґолум лишається в Морії, поки з ним не зустрінеться Братерство Персня.

## Розробка
Daedalic Entertainment анонсувала гру 25 березня 2019 року й планувала випустити в 2021 році. Після оголошення про угоду з Nacon гру було відкладено на 2022 рік. На офіційній сторінці гри в Twitter було оголошено, що на момент написання розробники планували випустити гру 1 вересня 2022 року для консолей PlayStation, Xbox і ПК під управлінням Microsoft Windows, через платформу цифрової дистрибуції Steam. Nintendo Switch версія мала з'явиться пізніше цього року.

## Оцінки й відгуки
| Агрегатор  | Оцінка                   |
| ---------- | ------------------------ |
| Metacritic | (PC) 39/100 (PS5) 34/100 |

| Видання        | Оцінка       |
| -------------- | ------------ |
| Digital Trends | [ 11 ] [ a ] |
| Eurogamer      | [ 13 ]       |
| Game Informer  | 3.5/10       |
| GameSpot       | 2/10         |
| GamesRadar+    | [ 16 ]       |
| Hardcore Gamer | 2/5          |
| IGN            | 4/10         |
| PC Gamer (США) | 64/100       |
| PCGamesN       | 3/10         |
| Push Square    | [ 21 ]       |
| Shacknews      | 6/10         |
| The Guardian   | [ 23 ]       |

Сприйняття The Lord of the Rings: Gollum було негативне. На агрегаторі рецензій Metacritic гра отримала середню оцінку 41/100 для ПК і 36/100 для PlayStation 5.
В IGN зробили висновок про гру: «Незрозуміло, для кого це зроблено, і що воно мало на меті». Грати в The Lord of the Rings: Gollum можна хіба що з допитливості і єдиний якісний аспект у ній — це озвучення. Технічні проблеми змушують перезапускати гру по кілька разів, бо головоломки не працюють. Графіка груба, а прийняті рішення в суперечках не мають суттєвого впливу на сюжет. Крім того критикувалося, що озвучення ельфів вигаданою Толкіном мовою потрібно докупляти як окреме доповнення.
Згідно з УНІАН, графіка гри перебуває на рівні 2010 року і хоча «стилістика намагається згладити загальне враження, але виходить погано». Внутрішні суперечки між Ґолумом і Смеаґолом цікаві як концепція, проте мало на що впливають і Ґолуму важко співпереживати. «Нові персонажі вийшли одноклітинними, тому що сценаристи не змогли їх розкрити. Боязкі спроби показати внутрішні інтриги в Мордорі теж закінчилися на півслові».